# Ajolot
Ajolot (Bipes biporus) – gatunek amfisbeny z rodziny Bipedidae.

## Występowanie
Półwysep Kalifornijski (Baja California) należący do Meksyku – stan Kalifornia Dolna Południowa oraz skrajnie południowo-zachodnia część stanu Kalifornia Dolna.
Żyje w długich, podziemnych chodnikach, które sam wygrzebuje. Prowadzi nocny tryb życia.

## Cechy morfologiczne
Osiąga 30 cm długości. Głowa mała, zaokrąglona, pysk krótki. Oczy małe, szczątkowe, pokryte przezroczystą skórą, prawdopodobnie są one zdolne do rozróżniania światła i ciemności. Brak otworów usznych oraz błon bębenkowych. Ciało robakowate, spłaszczone grzbietobrzusznie, pokryte rzędami bruzdek tworzących rodzaj obrączek. Ogon krótki i gruby. Odnóża przednie krótkie, pięciopalczaste i zaopatrzone w długie pazury; odnóży tylnych brak.
Skóra przezroczysta, pod nią są widoczne naczynia krwionośne nadające ciału jasnoróżowe zabarwienie.